# グアルド・タディーノ
グアルド・タディーノ（伊: Gualdo Tadino）は、イタリア共和国ウンブリア州ペルージャ県にある、人口約14,000人の基礎自治体（コムーネ）。

## 地理

### 位置・広がり

#### 隣接コムーネ
隣接するコムーネは以下の通り。括弧内のANはアンコーナ県所属を示す。
- ファブリアーノ (AN)
- フォッサート・ディ・ヴィーコ
- グッビオ
- ノチェーラ・ウンブラ
- ヴァルファッブリカ

### 気候分類・地震分類
グアルド・タディーノにおけるイタリアの気候分類 (it) および度日は、zona E, 2334 GGである。
また、イタリアの地震リスク階級 (it) では、zona 2 (sismicità media) に分類される。

## 行政

### 分離集落
グアルド・タディーノには、以下の分離集落（フラツィオーネ）がある。
- Boschetto, Busche, Broccaro, Voltole, Caprara, Casale, Cerqueto, Corcia, Casone, Crocicchio, Gaifana, Pastina, Grello, Morano Osteria, Morano Madonnuccia, Nasciano, Palazzo Ceccoli, Palazzo Mancinelli, Petroia, Piagge, Pieve di Compresseto, Poggio Sant'Ercolano, Rasina, Rigali, Roveto, San Lorenzo, San Pellegrino, Sant'Antonio di Rasina, Sassuolo, Toccio, Vaccara